# Josef Albers
Josef Albers (Bottrop, 19. ožujka 1888. – New Haven, Connecticut, SAD, 25. ožujka 1976.) je bio njemački i američki umjetnik, matematičar i i profesor likovne umjetnosti židovskog podrijetla; najutjecajniji predstavnik Op arta, a može se smatrati začetnikom i Op arta i minimalizma. 

## Životopis
Od 1913. do 1915. god. studirao je slikarstvo na Berlinskoj likovnoj akademiji, a od 1916. do 1920. na Essenskoj školi za umjetnost i obrt s Thorn Prikkerom, te na Münchenskoj akademiji umjetnosti s Franz von Stuckom, i na posljetku na Bauhausu u Weimaru od 1919. do 1922. god. Odmah nakon završetka studija postaje profesorom na Bauhausu i upravlja radionicom vitraja i kasnije industrijskog dizajna. God. 1925. postao je upraviteljem Bauhausa i oženio je umjetnicu Annelise Fleischmann.
Nakon što su nacističke vlasti zatvorili Bauhaus 1933. god. emigrirao je u SAD gdje je postao predavač na sveučilištu Black Mountain u Sjevernoj Karolini. Učenici su mu bili Motherwell, William De Kooning i Robert Rauschenberg. Od 1950. do 1960. god. bio je na čelu odsjeka za dizajn na Sveučilištu Yale u New Havenu. U isto vrijeme je bio gostujući predavač na brojnim sveučilištima u SAD-u, kao i na Akademiji za umjetnost i dizajn u Ulmu u Njemačkoj. 
God. 1955. sudjelovao je na izložbi Documenta 1 u Kasselu, a 1963. je napisao djelo "Međudjelovanje boja" u kojemu je istraživao percepciju boja. 
Njegov je rad, i u Europi i u SAD-u, stvorio osnovicu za neke od najutjecajnijih i najdalekosežnijih obrazovnih programa 20. stoljeća. Kasnije je postao američkim akademikom odnosno članom američke akademije znanosti i umjetnosti.

## Djela
Albers se zainteresirao za geometrijsku apstrakciju ranih 1920-tih, a svoje najpoznatije slike ovoga pravca, nazvane "Homage kvadratu" započeo je 1950-ih. Može se smatrati pretečom i začetnikom Op arta i minimalizma.

## Vanjske poveznice
- Josef Albers Guggenheimov muzej
- The Josef & Anni Albers Foundation
- Fruit Bowl - Josef Albers, 1924
- Tate Modern Exhibition, London 2006
- Available Works & Biography  Arhivirana inačica izvorne stranice od 23. veljače 2008. (Wayback Machine) Galerie Ludorff, Duesseldorf, Germany
- Cooper Hewitt Museum Exhibition, 2004  Arhivirana inačica izvorne stranice od 10. travnja 2007. (Wayback Machine)